# Josef Bárta
Josef Bárta   (Praga, 1744 - Viena, 13 de juny de 1787) va ser un compositor txec.

## Biografia
Es va fer sacerdot a Praga. Fins a l'any 1772 va treballar com a organista a l'església de St. Salvator prop dels Paulans i a l'església de St. Miquel als Servites. Posteriorment es va traslladar a Viena, on el mateix any es va estrenar la seva primera òpera La Diavolessa, composta sobre un text de Carlo Goldoni. Les dues òperes següents van ser escrites en un text alemany en forma de singspiel per al Burgtheater de Viena. Val a dir que es van representar uns anys abans del Die Entführung aus dem Serail de Mozart (1782), que es considera el fundador del gènere. Les òperes de Bart van guanyar una popularitat considerable i les àries d'elles sovint eren arranjades per a orquestra de cambra.
Entre les seves altres composicions, les seves simfonies són significatives. Alguns d'ells ja es van crear durant la seva estada a Praga. La majoria de les seves simfonies tenen la forma clàssica d'una simfonia italiana de tres moviments (Allegro-Andante-Allegro), amb el primer i l'últim moviment escrits en forma de sonata. Les simfonies en tonalitats menors solen tenir una introducció lenta. Les seves obres últimes presenten trets distintius de l'estil artístic Sturm und Drang que estava de moda aleshores.
A més de l'òpera i la música simfònica, va compondre una gran quantitat de música de cambra, de la qual cal destacar especialment els seus quartets de corda.

## Treball
Òperes
- La diavolessa (El diable, drama lúdic en 2 actes, llibret de Carlo Goldoni, estrena 1772, Viena, Burgtheater)
- Da ist nicht gut zu rathen (No és bo aconsellar, singspiel en 2 actes, llibret de Gottlieb Stephanie Jr., estrena el 8 d'agost de 1778, Viena, Burgtheater)
- Der adeliche Taglöhner (El noble com a assalariat, singspiel en 3 actes, llibret de Joseph Weidmann o el seu germà Paul segons G. von Nesselrode, estrena el 28 de març de 1780, Viena, Burgtheater)
- Il mercato di Malmantile (El mercat de Malmantile, drama lúdic en 3 actes, llibret de Francesco Bussani segons Carlo Goldoni, estrena el 27 de gener de 1784, Viena, Burgtheater)
- Die donnernde Legion (Legió Tronada, oratori a text de Paul Weidmann, estrena 1781, Viena)

Música instrumental
- 13 simfonies;
- 18 quartetti per archi (quartet de corda);
- 9 sonates per fortepiano/clavicembalo (sonates per a piano);
- Parthia ex in do magg, (per a dos oboès, dues trompes i dos fagots).